# Aaron Esterson
Aaron Esterson (23 de septiembre de 1923- 15 de abril de 1999) fue un psiquiatra británico, ejerciente en Glasgow. 
Fue uno de los fundadores junto con Ronald Laing de la Asociación Philadelphia, que tenía por objeto acoger y estudiar enfermos considerados como esquizofrénicos. Se abrieron tres centros dependientes de dicha asociación, el más célebre fue Kingsley Hall, que funcionó durante cinco años. El trabajo terapéutico realizado en este establecimiento fue relatado por Mary Barnes en su obra Un viaje a través de la locura.

## Obras
- Collusive function of pairing in analytical groups (1958), con R. Laing, en British Journal of Medical Psychology
- Sanity, madness and the family: families of schizofrenics (1964), Con R. Laing
- Results of family-oriented therapy with hospitalised schizofrenics (1965), con R. Laing y David Cooper, en British Journal of Medical Psychology
- Leaves of Spring: Study in the Dialectics of Madness (1970)
- The Leaves of Spring: Study in the Dialectics of Madness (1972)